# Backstreet Boys: Larger Than Life
Il Backstreet Boys: Larger Than Life è il primo residency show del gruppo musicale statunitense Backstreet Boys, svoltosi al Zappos Theater presso il Planet Hollywood di Las Vegas. La serie di show cominciò il 1º marzo 2017 e terminò il 27 aprile 2019.

## Annuncio
Il 1º aprile 2016, Nick Carter annunciò all'Entertainment Tonight che la band aveva firmato un contratto con la compagnia Live Nation Entertainment per 9 spettacoli test residency a Las Vegas. AJ McLean confermò quanto detto, dicendo a Us Weekly che il residency sarebbe iniziato a gennaio 2017.
Il 23 settembre, i Backstreet Boys annunciarono che il loro Vegas residency si sarebbe chiamato Backstreet Boys: Larger Than Life.

## Accoglienza
Secondo un report a cura di Fox, Backstreet Boys: Larger Than Life è il residency con la vendita di biglietti più rapida nella storia di Las Vegas ed è inoltre la prima volta che il Planet Hollywood abbia allargato il teatro con 2000 posti in più dei residency di Jennifer Lopez e Britney Spears.
La prima Tappa composta da 9 spettacoli ha totalizzato un incasso di 5.399.176 dollari, con una media di 4.667 di spettatori a spettacolo, rendendolo il residency più partecipato di Las Vegas in termini di media di audience. Per il successo ottenuto, le date del Residency Show vennero ampliate fino al 27 aprile 2019, per un totale complessivo di 9 Tappe e 80 spettacoli.

## Sinossi
Ogni spettacolo viene preceduto da un Pre-show a cura di iHeartRadio e seguito da un after-party. Durante lo spettacolo, la band esegue le coreografie originali dei brani della scaletta.

## Setlist

### Setlist del Pre-Show iHeartRadio Concert
1. "The Call"
2. "Incomplete"
3. "Show Me the Meaning of Being Lonely"
4. "All I Have to Give"
5. "Get Another Boyfriend"
6. "As Long as You Love Me"
7. "We've Got It Going On"
8. "I Want It That Way"
9. "Everybody (Backstreet's Back)"
10. "Larger than Life"

### Setlist dello spettacolo
Video MegaMix
1. Larger Than Life
2. The One
3. Get Down (You're the One for Me)
4. Drowning
5. Incomplete
6. Quit Playing Games (With My Heart)
7. Video Transition
8. Dance Break/Show Me the Meaning of Being Lonely
9. I'll Never Break Your Heart
10. Anywhere for You
11. Darlin'
12. Undone
13. As Long as You Love Me
14. Video Transition
15. Dance Break/The Call
16. We've Got It Goin' On
17. Get Another Boyfriend
18. More than That
19. All I Have to Give
20. Shape of My Heart
21. Dance Break (EDM)
22. Don't Go Breaking My Heart (da luglio 2018)
23. I Want It That Way
24. Everybody (Backstreet's Back)

## Date degli show
| Date             | Biglietti venduti/Biglietti disponibili | Incasso     |
| Prima Tappa      | Prima Tappa                             | Prima Tappa |
| ---------------- | --------------------------------------- | ----------- |
| 1º marzo 2017    | 42,000 / 44,112                         | $5,399,176  |
| 3 marzo 2017     | 42,000 / 44,112                         | $5,399,176  |
| 4 marzo 2017     | 42,000 / 44,112                         | $5,399,176  |
| 8 marzo 2017     | 42,000 / 44,112                         | $5,399,176  |
| 10 marzo 2017    | 42,000 / 44,112                         | $5,399,176  |
| 11 marzo 2017    | 42,000 / 44,112                         | $5,399,176  |
| 15 marzo 2017    | 42,000 / 44,112                         | $5,399,176  |
| 17 marzo 2017    | 42,000 / 44,112                         | $5,399,176  |
| 18 marzo 2017    | 42,000 / 44,112                         | $5,399,176  |
| Seconda Tappa    |                                         |             |
| 12 aprile 2017   | 34,116 / 38,267                         | $4,678,081  |
| 14 aprile 2017   | 34,116 / 38,267                         | $4,678,081  |
| 15 aprile 2017   | 34,116 / 38,267                         | $4,678,081  |
| 19 aprile 2017   | 34,116 / 38,267                         | $4,678,081  |
| 21 aprile 2017   | 34,116 / 38,267                         | $4,678,081  |
| 22 aprile 2017   | 34,116 / 38,267                         | $4,678,081  |
| 26 aprile 2017   | 34,116 / 38,267                         | $4,678,081  |
| 28 aprile 2017   | 34,116 / 38,267                         | $4,678,081  |
| Terza Tappa      |                                         |             |
| 15 giugno 2017   | 32,141 / 32,553                         | $4,308,767  |
| 16 giugno 2017   | 32,141 / 32,553                         | $4,308,767  |
| 17 giugno 2017   | 32,141 / 32,553                         | $4,308,767  |
| 21 giugno 2017   | 32,141 / 32,553                         | $4,308,767  |
| 23 giugno 2017   | 32,141 / 32,553                         | $4,308,767  |
| 24 giugno 2017   | 32,141 / 32,553                         | $4,308,767  |
| 28 giugno 2017   | 15,985 / 16,225                         | $2,138,622  |
| 30 giugno 2017   | 15,985 / 16,225                         | $2,138,622  |
| 1º luglio 2017   | 15,985 / 16,225                         | $2,138,622  |
| Quarta Tappa     |                                         |             |
| 8 novembre 2017  | 18,811 / 23,716                         | $2,748,074  |
| 10 novembre 2017 | 18,811 / 23,716                         | $2,748,074  |
| 11 novembre 2017 | 18,811 / 23,716                         | $2,748,074  |
| 15 novembre 2017 | 18,811 / 23,716                         | $2,748,074  |
| 17 novembre 2017 | 18,811 / 23,716                         | $2,748,074  |
| 18 novembre 2017 | 18,811 / 23,716                         | $2,748,074  |
| Quinta Tappa     |                                         |             |
| 31 gennaio 2018  | 30,945 / 37,132                         | $4,786,907  |
| 2 febbraio 2018  | 30,945 / 37,132                         | $4,786,907  |
| 3 febbraio 2018  | 30,945 / 37,132                         | $4,786,907  |
| 7 febbraio 2018  | 30,945 / 37,132                         | $4,786,907  |
| 9 febbraio 2018  | 30,945 / 37,132                         | $4,786,907  |
| 10 febbraio 2018 | 30,945 / 37,132                         | $4,786,907  |
| 14 febbraio 2018 | 30,945 / 37,132                         | $4,786,907  |
| 16 febbraio 2018 | 30,945 / 37,132                         | $4,786,907  |
| 17 febbraio 2018 | 30,945 / 37,132                         | $4,786,907  |
| Sesta Tappa      |                                         |             |
| 25 luglio 2018   | 10,544 / 12,325                         | $1,364,060  |
| 27 luglio 2018   | 10,544 / 12,325                         | $1,364,060  |
| 28 luglio 2018   | 10,544 / 12,325                         | $1,364,060  |
| 1º agosto 2018   | 10,145 / 11,903                         | $1,217,585  |
| 3 agosto 2018    | 10,145 / 11,903                         | $1,217,585  |
| 4 agosto 2018    | 10,145 / 11,903                         | $1,217,585  |
| 8 agosto 2018    | 10,450 / 12,315                         | $1,272,804  |
| 10 agosto 2018   | 10,450 / 12,315                         | $1,272,804  |
| 11 agosto 2018   | 10,450 / 12,315                         | $1,272,804  |
| Settima Tappa    |                                         |             |
| 24 ottobre 2018  |                                         |             |
| 26 ottobre 2018  |                                         |             |
| 27 ottobre 2018  |                                         |             |
| 31 ottobre 2018  |                                         |             |
| 2 novembre 2018  |                                         |             |
| 3 novembre 2018  |                                         |             |
| 7 novembre 2018  | 10,978 / 12,611                         | $1,484,562  |
| 9 novembre 2018  | 10,978 / 12,611                         | $1,484,562  |
| 10 novembre 2018 | 10,978 / 12,611                         | $1,484,562  |
| 14 novembre 2018 | 10,079 / 12,178                         | $1,341,778  |
| 16 novembre 2018 | 10,079 / 12,178                         | $1,341,778  |
| 17 novembre 2018 | 10,079 / 12,178                         | $1,341,778  |
| Ottava Tappa     |                                         |             |
| 6 febbraio 2019  |                                         |             |
| 8 febbraio 2019  |                                         |             |
| 9 febbraio 2019  |                                         |             |
| 13 febbraio 2019 |                                         |             |
| 15 febbraio 2019 |                                         |             |
| 16 febbraio 2019 |                                         |             |
| 20 febbraio 2019 |                                         |             |
| 22 febbraio 2019 |                                         |             |
| 23 febbraio 2019 |                                         |             |
| Nona Tappa       |                                         |             |
| 10 aprile 2019   | 37,315 / 40,786                         | $5,489,843  |
| 12 aprile 2019   | 37,315 / 40,786                         | $5,489,843  |
| 13 aprile 2019   | 37,315 / 40,786                         | $5,489,843  |
| 17 aprile 2019   | 37,315 / 40,786                         | $5,489,843  |
| 19 aprile 2019   | 37,315 / 40,786                         | $5,489,843  |
| 20 aprile 2019   | 37,315 / 40,786                         | $5,489,843  |
| 24 aprile 2019   | 37,315 / 40,786                         | $5,489,843  |
| 26 aprile 2019   | 37,315 / 40,786                         | $5,489,843  |
| 27 aprile 2019   | 37,315 / 40,786                         | $5,489,843  |
| Totale           | 263,509 / 294,123                       | $36,230,259 |